# 雀斑龜蛇鰻
雀斑龜蛇鰻，為輻鰭魚綱鰻鱺目糯鰻亞目蛇鰻科的其中一種，分布於紅海海域，棲息深度約25公尺，體長可達16.5公分，棲息在底層水域，屬肉食性，生活習性不明。